# Salvador Moreno Fernández
Salvador Moreno Fernández (Ferrol, La Corunya, 14 d'octubre de 1886 – Madrid, 2 de maig de 1966) va ser un militar espanyol que va participar en la rebel·lió militar contra la II República que va desencadenar la Guerra Civil espanyola (1936-1939), després de la qual va ocupar diversos càrrecs en el dictadura de Franco, entre ells el de ministre de Marina.

## Biografia
Va ingressar en 1903 com a aspirant de Marina, aconseguint en 1908 el rang d'Oficial de la Marina. Gentilhome de cambra amb exercici del Rei Alfons XIII des de 1927. Després d'exercir el càrrec de Cap de la Base Naval de Ríos, a Vigo, en 1933 se li va assignar el comandament del vaixell-Escola Juan Sebastián Elcano.
Es va incorporar immediatament a la revolta militar en l'Arsenal de Ferrol, aconseguint apoderar-se del creuer Almirall Cervera, que es trobava fondejat en el port de Ferrol controlat per oficials, marineria i civils contraris a la revolta, va pujar al creuer només i sense escorta, com així se li va requerir des del vaixell, aconseguint dissuadir a la tripulació i prendre'n ell el control. Per aquest fet se li concediria en 1939 la Creu Llorejada de Sant Ferran.
El 23 de juliol, sent capità de Fragata, es va fer a la mar al comandament del Creuer Almirante Cervera on va tenir gran protagonisme en operacions marítimes del Front Nord. La primera missió va ser acudir a Gijón en auxili dels militars aquí revoltats, aquests es trobaven assetjats en les casernes de Zapadores i Simancas, als quals ajudava canonejant objectius sol·licitats per ells, especialment als voltants de les casernes els assetjats. L'eficàcia militar d'aquests canoneigs no fou mai molt gran, però sí la impressió que causaven en la moral dels assetjats. "Dispareu sobre nosaltres. L'enemic està dins" va ser l'última comunicació entre les casernes assetjades i el Creuer Cervera, ordre que mai es va executar per creure el comandant Moreno que era un argúcia de l'enemic.
Després, passà a dirigir el creuer Canarias, dins de les operacions en el Mediterrani i l'Atlàntic, on també va obtenir importants èxits. És de destacar que al comandament del Canàries va participar en la Batalla de Matxitxako on va recollir i va fer presoners als 20 supervivents del bou Nabarra, que uns mesos després van ser jutjats en Consell de Guerra i condemnats a mort, però la intercessió directa davant del general Franco del Comandant Salvador Moreno, impressionat pel valor demostrat per la tripulació del Nabarra, va fer que Franco els indultés i els posés en llibertat en reconeixement de la seva valentia.
En 1937 va ser nomenat segon Cap d'Estat Major de l'Armada, i a l'agost de 1939 va ser proclamat Ministre de Marina d'Espanya, càrrec que va exercir en dues etapes (1939-45 i 1951-57). Va ser l'encarregat d'escometre la reconstrucció de l'Armada espanyola després de la Guerra Civil.
En el seu paper de Ministre de Marina, va ser un dels alts càrrecs del règim que més va insistir perquè Espanya no prengués part en la Segona Guerra Mundial. De fet, ell i el llavors Capità de Fragata Luis Carrero Blanco van redactar el 1940 l'informe que desaconsellava la intervenció espanyola en el conflicte, i que fet i fet va resultar decisiu perquè no es produís.
Ascendit a Almirall en 1950, en 1951 li va ser concedida la Gran Creu del Mèrit Aeronàutic i cavaller de l'Orde de Sant Llàtzer de Jerusalem. Va ser enterrat en el Panteó de Marins Il·lustres de San Fernando (Cadis).

## Imputat per crims contra la humanitat i detenció il·legal
En 2008, va ser un dels trenta-cinc alts càrrecs del franquisme imputats per l'Audiència Nacional en el sumari instruït per Baltasar Garzón pels presumptes delictes de detenció il·legal i crims contra la humanitat que suposadament haurien estat comesos durant la Guerra civil espanyola i els primers anys del règim de Franco. El jutge va declarar extingida la responsabilitat criminal de Moreno quan va rebre constància fefaent de la seva defunció, esdevinguda més de seixanta anys abans. La instrucció de la causa va ser tan polèmica que Garzón va arribar a ser acusat de prevaricació, jutjat i absolt pel Tribunal Suprem.